# Liste der Monuments historiques in Ugny-sur-Meuse
Die Liste der Monuments historiques in Ugny-sur-Meuse führt die Monuments historiques in der französischen Gemeinde Ugny-sur-Meuse auf.

## Liste der Objekte
| Bezeichnung                                                                   | Beschreibung                                                                                    | Standort                     | Kennzeichnung | Schutzstatus | Datum | Bild |
| ----------------------------------------------------------------------------- | ----------------------------------------------------------------------------------------------- | ---------------------------- | ------------- | ------------ | ----- | ---- |
| Goldener Ornat                                                                | Kasel, Stola, Manipel, Kelchvelum und Bursa; Seide, bestickt, erste Hälfte des 19. Jahrhunderts | in der Kirche St-Loup (Lage) | PM55002436    | Inscrit      | 1996  |      |
| Gemälde Rosenkranzmadonna                                                     | Ölfarbe auf Leinwand, 18. Jahrhundert                                                           | in der Kirche St-Loup (Lage) | PM55002433    | Inscrit      | 2004  |      |
| Gedenktafel an eine Messstiftung                                              | Kupfer, bezeichnet 1822                                                                         | in der Kirche St-Loup (Lage) | PM55002434    | Inscrit      | 2004  |      |
| Monstranz                                                                     | Silber, vergoldet, 19. Jahrhundert                                                              | in der Kirche St-Loup (Lage) | PM55002435    | Inscrit      | 2004  |      |
| Epitaph für Christophe Drouin und Claude Mouginot                             | Kalkstein, bezeichnet 1718                                                                      | in der Kirche St-Loup (Lage) | PM55001112    | Classé       | 1994  |      |
| Gemälde Der heilige Lupus von Sens stellt sich den Truppen Chlothars entgegen | Ölfarbe auf Leinwand, vergoldeter Holzrahmen, 18. Jahrhundert                                   | in der Kirche St-Loup (Lage) | PM55002437    | Inscrit      | 1994  |      |
| Hauptaltar                                                                    | Kalkstein, Holz, vergoldet, bezeichnet 1775                                                     | in der Kirche St-Loup (Lage) | PM55002438    | Inscrit      | 1995  |      |